# Дамдин Сухэ-Батор
Дамдины Сухэ́-Ба́тор (монг. Дамдины Сүхбаатар?, ᠳᠠᠮᠳᠢᠨ ᠤ

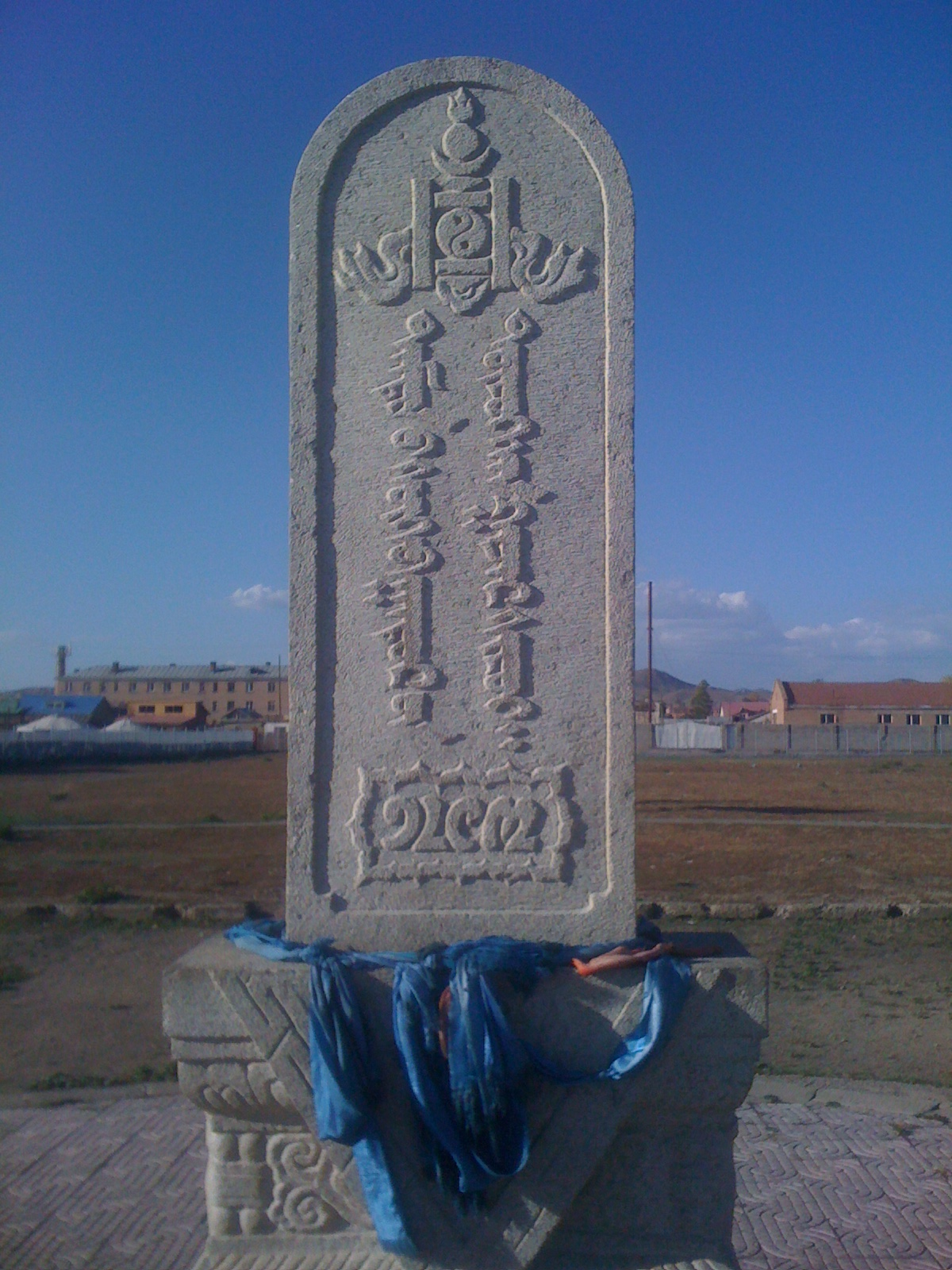
Мемориальная стела на месте, где стояла юрта родителей Сухэ-Батора после переезда в Ургу (Баянзурх, Улан-Батор)

ᠰᠦᠬᠡᠪᠠᠭᠠᠲᠤᠷ?; 2 февраля 1893 — 20 февраля 1923) — монгольский революционер, государственный и военный деятель, руководитель Народной революции 1921 года, один из основателей Монгольской народно-революционной партии (МНРП). Военный министр революционного правительства, главком революционных войск.

## Биография

### Происхождение и ранние годы
Прадед Сухэ по отцу, Элбэг, был заключён в тюрьму из-за конфронтации с собственным хошунным князем и, как и его сын Тугэ (дед Сухэ), был сайн эром — разбойником, отдававшим добычу беднякам. Отец Сухэ, Дамдин, перебрался из Внутренней Монголии на восток Халхи, где женился на аратке Ханджав.
Сухэ родился 2 февраля 1893 года в кочевье на южном берегу реки Керулен в хошуне Сэцэн-ханского аймака третьим из пяти детей. Однако вскоре, из-за того, что родня матери питала к отцу сильную неприязнь, его родители переехали в китайский торговый квартал Урги Маймачен. Сначала отец работал подёнщиком, затем — надзирателем в столичной тюрьме. Когда Сухэ было 6 лет, его семья переехала в район русского консульства в Урге, где, играя с русскими детьми, он немного выучился русскому языку. В 14 лет начал обучение грамоте у Жамьян-зайсана. В 16 лет поступил на службу уртонной гоньбы ямщиком. В 1911 году у Сухэ и его будущей жены Янжимы родился первый из трёх сыновей (поначалу родители Янжимы отказывали им в свадьбе из-за бедности жениха).

### В Богдо-ханской армии
После объявления независимости Монголии Сухэ поступил на службу в Богдо-ханскую армию. В 1912 году при содействии русских военных советников была основана Худжир-Булунская военная школа, и Сухэ стал первым из переведённых в неё солдат. Первоначально работал истопником, однако, оказавшись способным к военному делу, по окончании обучения получил должность вахмистра в пулемётном эскадроне. Тогда ему и другим монгольским солдатам помог и учил современному военному делу офицер царской армии Васильев (монголы звали его «усатый»). В 1913 году Сухэ, несколько поправив материальное положение, женился на Янжиме.
В конце июня 1914 года Сухэ принял участие в армейских волнениях по поводу неустроенного быта и коррупции в войсках, и был переведён из столицы на западную границу под командование Хатан-Батора Максаржава. В 1918 году часть, где Сухэ служил командиром пулемётной роты, разгромила в районе Халхин-Гола войско баргутов Бавужава. За эту операцию Сухэ получил титул «батора», то есть «героя», став с тех пор именоваться Сухэ-Батором. Когда же в 1918 году в Урге открылась типография для печати законодательства и буддийского канона, руководимая Жамьяном, Сухэ-Батор поступил туда на работу, оставив армейскую службу.

### В ургинском подполье

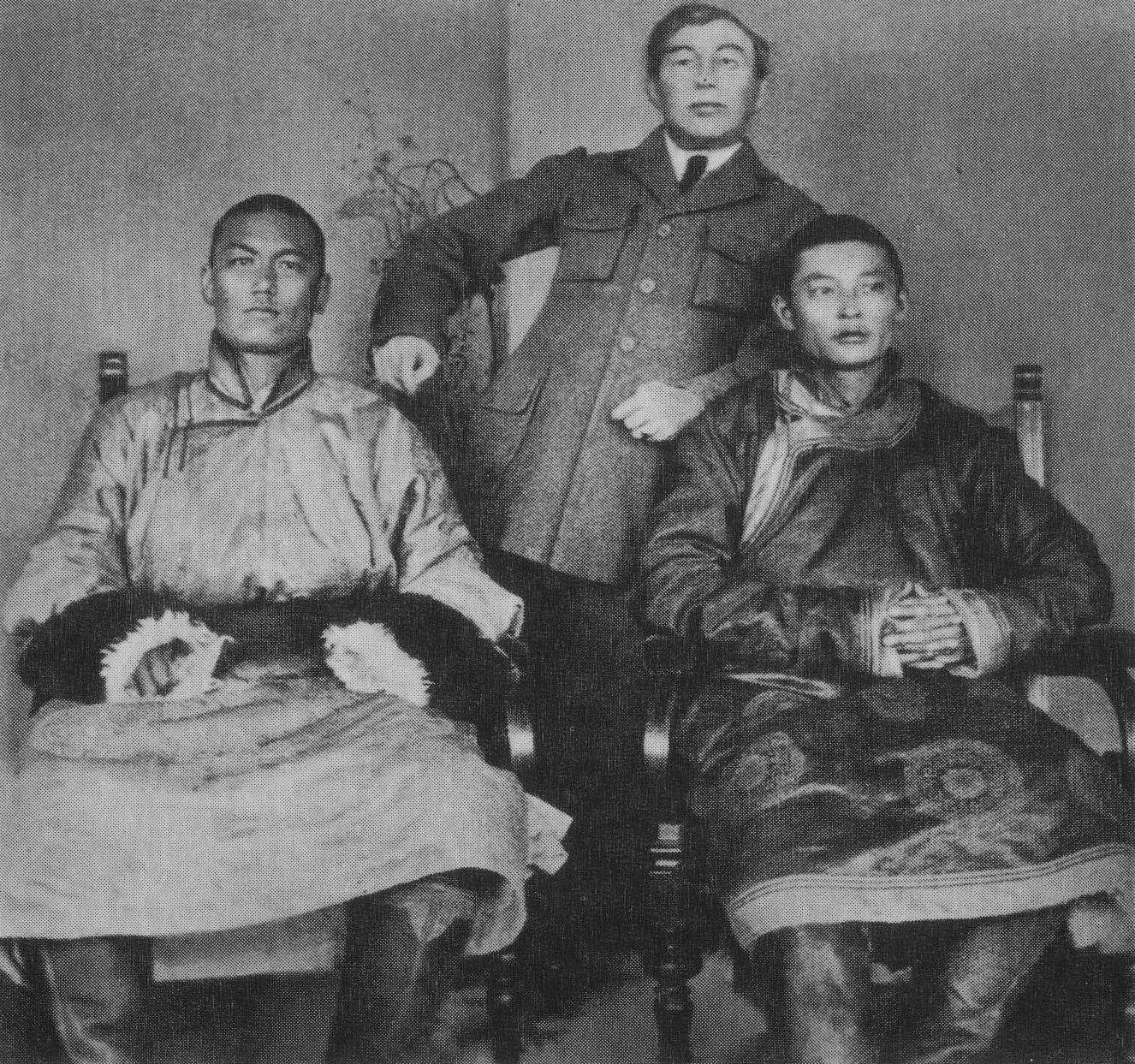
Сухэ-Батор и Чойбалсан

После оккупации Урги китайским корпусом Сюй Шучжэна осенью 1919 года в городе возникли две подпольные группы, и Сухэ-Батор, потеряв работу из-за закрытия типографии, примкнул к одной из них. 1 марта 1920 года группы объединились и начали выпускать антикитайские листовки, собирая информацию о китайском гарнизоне Урги и об отношениях к оккупационному режиму высшей монгольской знати и духовенства. Группы вошли в контакт с русскими большевиками, жившими в Урге, и в середине года коминтерновские резиденты убедили ургинское подполье послать делегацию в занятый красными Иркутск. 25 июня 1920 года группа приняла название «Монгольской народной партии» (монг. Монгол ардын нам); в начале июля в Иркутск отбыли Чойбалсан и Данзан, в середине месяца за ними последовали Чагдаржав и Бодоо. 25 июля оставшиеся подпольщики через посредство да-ламы Пунцагдоржа смогли получить письмо Богдо-хана с просьбой о советской помощи против китайцев (аналогичные письма были отправлены также в США и Японию), и с этим письмом Сухэ-Батор, Лосол и Догсом выехали в Россию в конце месяца, успешно миновав китайские заставы.

### Народная революция

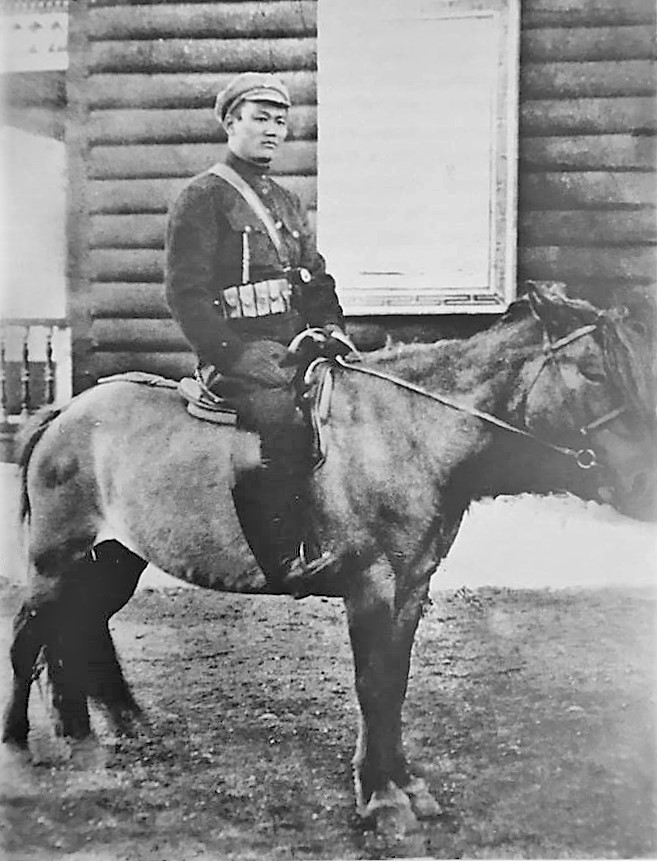
Сухэ-Батор на коне

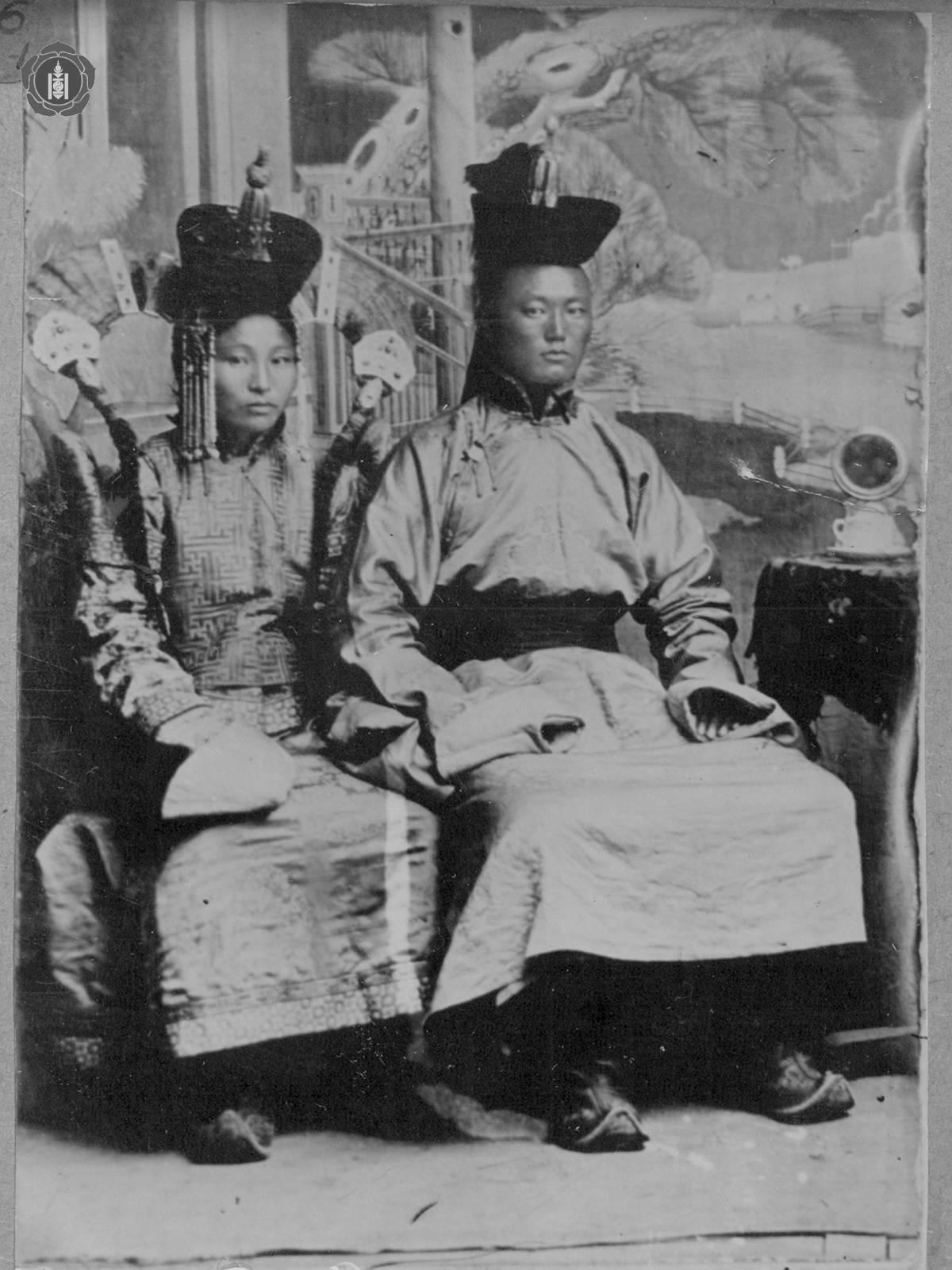
Свадьба Сухэ-Батора и Янжимы в 1913 году

В сентябре 1920 года Данзан, Лосол и Чагдаржав через Омск были отправлены в Москву; Сухэ-Батор и Чойбалсан остались в Иркутске для дальнейшего обучения военному делу и поддержания связи между Москвой и Монголией, а Досгом и Бодоо вернулись в Ургу. Между тем, в Урге был арестован ряд членов подполья и сочувствующих.
После занятия Урги белым генералом Унгерн-Штернбергом 4 февраля 1921 года Чойбалсан и Чагдаржав вернулись в Ургу для агитационной работы в среде знати и духовенства. 9 февраля Сухэ-Батор был назначен главнокомандующим монгольской народной армии и начал вербовку солдат, а уже 20 февраля произошли первые стычки с остававшимися в стране китайцами. На учредительном I Съезде Монгольской народной партии (МНП) в Кяхте 1—13 марта должность Сухэ-Батора была подтверждена, и он вошёл во вновь образованное Временное правительство.

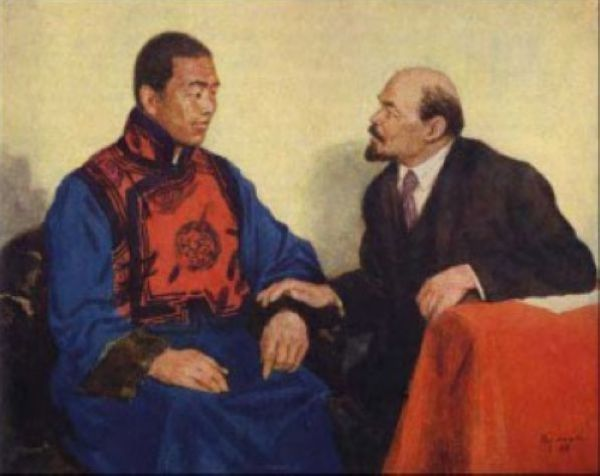
Встреча Сухэ-Батора с Лениным

Сразу же после съезда Временное правительство и ЦК МНП приняло решение уничтожить китайский гарнизон Маймачена-Кяхтинского. Ещё 15 февраля китайцам был послан ультиматум о сдаче; 18 марта народное ополчение (ардын журамт цэрэг) под командованием Сухэ-Батора взяло город, куда и переехало правительство, начав формирование министерств; однако, в силу того, что город сильно пострадал во время штурма и от пожаров, вскоре правительство переехало в соседний Алтан-Булак.
В конце мая к Троицкосавску (ныне Кяхта) подошла Азиатская дивизия Унгерна, направлявшаяся в Бурятию, однако штурм, руководимый лично Унгерном, провалился. Новость о поражении белых моментально распространилась в Монголии; узнав об этом, перешёл на сторону Народной партии Хатан-Батор Максаржав, находившийся в Улясутае. В конце июня революционные войска вышли на Ургу и 6 июля без боя заняли оставленный белыми город. 11 июля Временное правительство приобрело официальный статус; Сухэ-Батор стал военным министром. Богдо-хан передал Сухэ-Батору государственную печать — символ высшей власти в стране; была провозглашена ограниченная монархия.

### Последние годы
10 января 1922 года Сухэ-Батор был награждён орденом Красного Знамени.
В 1922 году Бодоо, Чагдаржав и да-лама Пунцагдорж были казнены как «враги народа», затем был отстранён от власти добивавшийся их казни Данзан. Во время Цаган сара 1923 года был раскрыт очередной заговор, и 14 февраля Сухэ-Батор, простудившись после осмотра караулов, слёг, а через шесть дней скончался. Версия об его отравлении современными исследователями не поддерживается.
Вдова Сухэ-Батора Янжима, взявшая после смерти мужа «отчество» Сухбаатарын, была видным деятелем МНРП, в 1953—1954 годах занимала должность Председателя Великого народного хурала Монголии.

## Дань памяти

### В Монголии

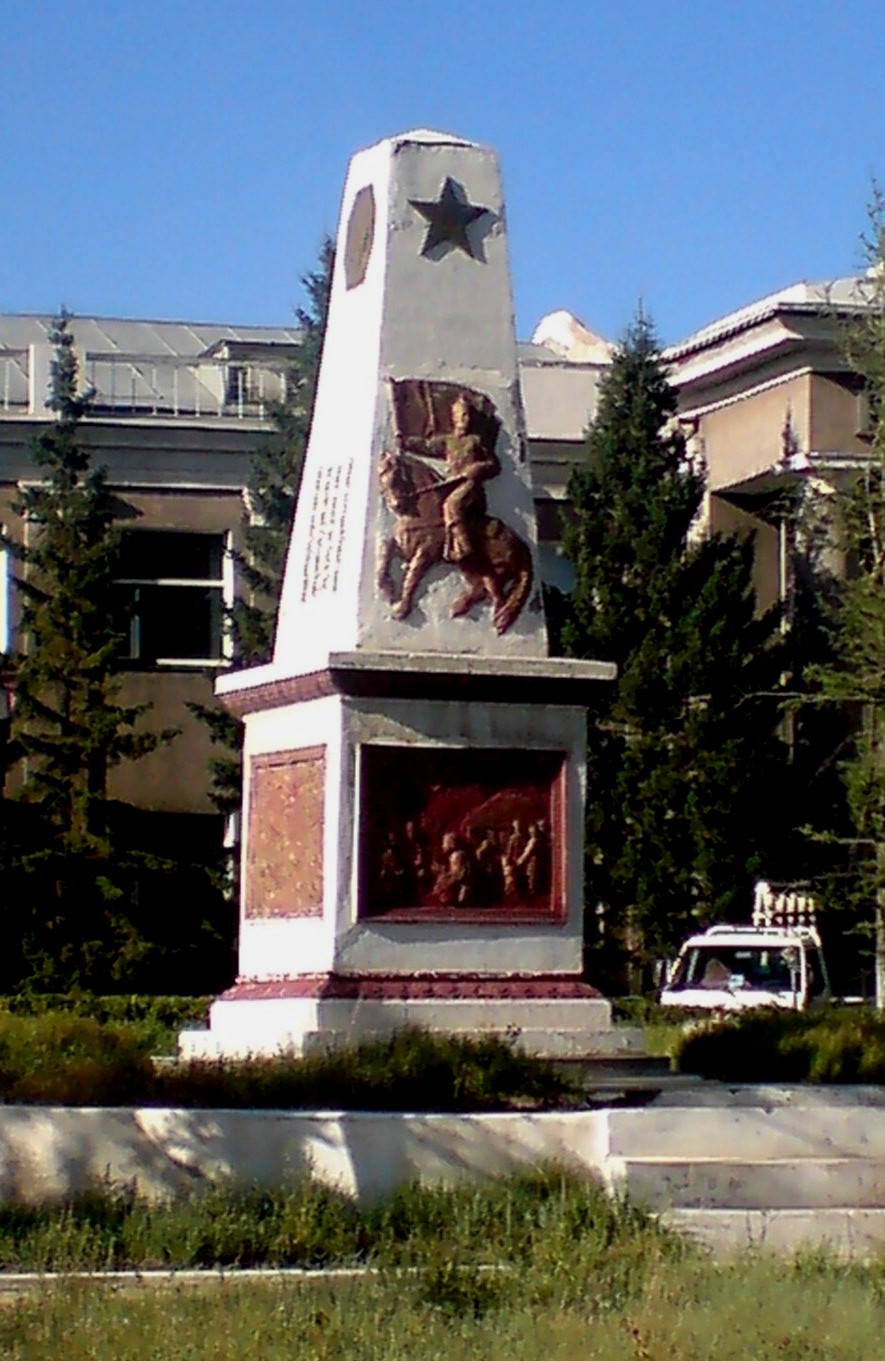
Первый памятник Сухэ-Батору работы К. Померанцева

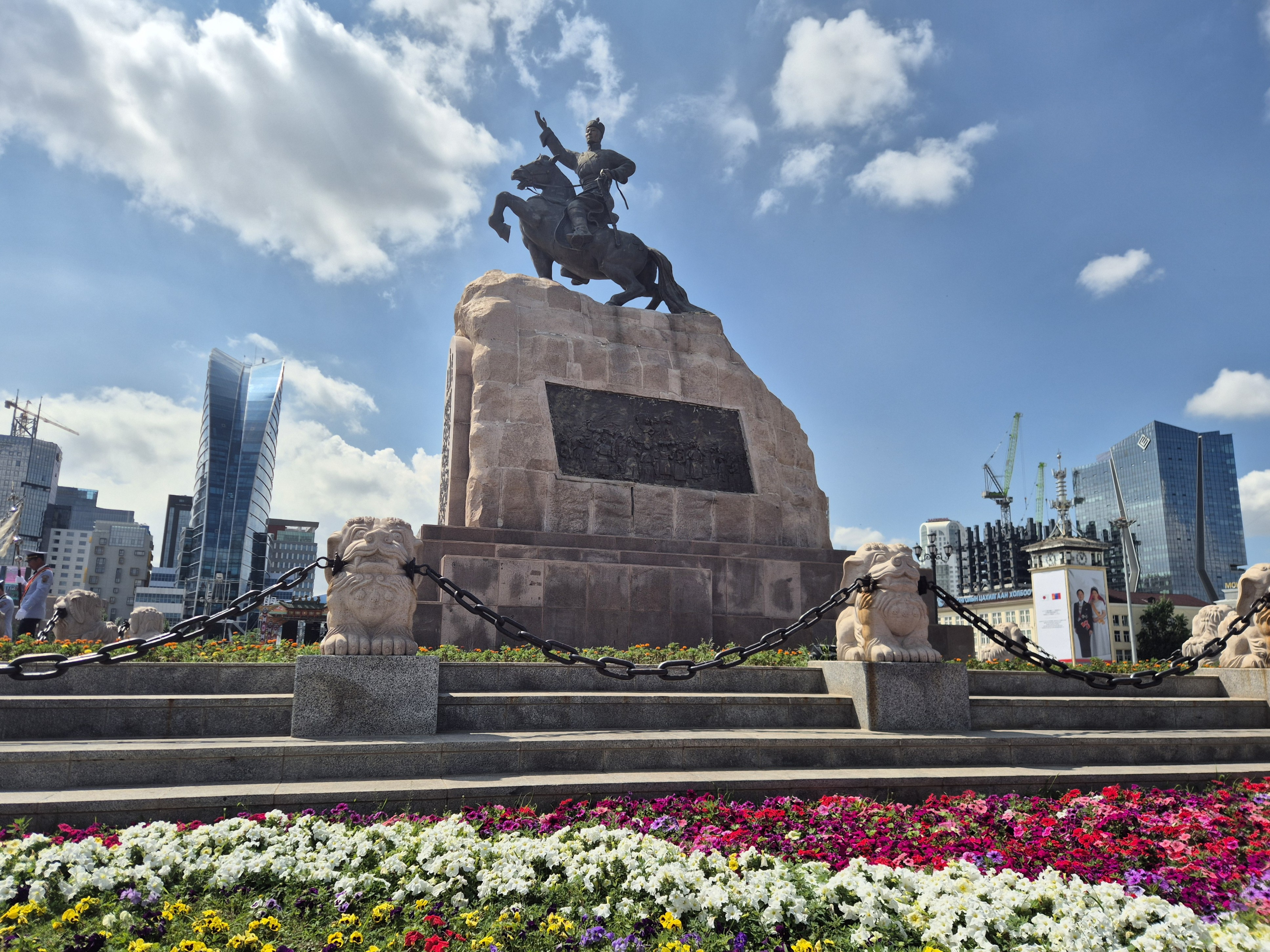
Памятник Сухэ-Батору в столице Монголии

- В 1924 году столица Монголии Урга (монг. Нийслэл Хүрээ) была переименована в Улан-Батор — «красный богатырь». В 1940 году посёлок Цагаан Эрэг на берегу реки Селенга переименован в город Сухэ-Батор, административный центр Селенгинского аймака на границе с СССР; в 1943 году на юго-востоке МНР постановлением Президиума Малого Государственного Хурала МНР от 20 февраля 1943 года образованные в 1942 году аймак Жавхлант-Шарга и сомон Жавхлант-Шарга переименованы в Сухэ-Баторский аймак и в сомон Сухэ-Батор.
- Первый памятник Сухэ-Батору работы советского скульптора К. Померанцева был открыт в 1930 году неподалёку от нынешней площади площади Сухэ-Батора и по постановлению Политбюро ЦК МНРП от 26 мая 1946 года перенесён на площадь перед зданием нынешнего Министерства обороны. 8 июля 1946 года на его старом месте был открыт памятник Сухэ-Батору работы С. Чоймбола.
- В 1954—2005 годах тело Сухэ-Батора покоилось в Мавзолее Сухэ-Батора и Чойбалсана на площади Сухэ-Батора в столице страны и в 2005 году перезахоронено на кладбище Алтан-Улгий, где покоилось в 1923—1954 годах. Мавзолей демонтирован в 2005 году.
- Орден Сухэ-Батора — высшая награда Монгольской Народной Республики, учреждён 27 сентября 1945 года постановлением Малого Государственного Хурала.
- С 1925 года Монголия имеет собственную валюту — монгольский тугрик. На банкнотах МНР достоинством 3, 5, 10, 20, 25, 50 и 100 тугриков и на банкнотах современной Монголии в 50 и 100 тугриков размещено изображение Сухэ-Батора.
- Постановлением Президиума Малого Государственного Хурала МНР от 12 сентября 1934 года Образцовый клуб (с марта 1991 года — Культурный центр, здание перестроено в 1962 году) в Амгалане (столичный пригород) назван именем Сухэ-Батора.
- Постановлением Президиума Малого Государственного Хурала МНР от 20 февраля 1943 года имя Сухэ-Батора присвоено: 1. Высшей партийной школе (ВПШ) при ЦК МНРП (нынешняя Академия управления при Правительстве) с сооружением памятника; 2. учреждена ежегодная премия для деятелей науки, искусства, культуры, техники; 3. по три премии для отличников учёбы слушателей ВПШ, Объединённого военного училища, Центрального училища Пограничных войск, студентов Государственного университета.
- Постановлением Президиума Малого Государственного Хурала МНР № 50 от 10 июля 1946 года имя Сухэ-Батора присвоено в/ч 05 внутренних войск.
- Постановлением Президиума Малого Государственного Хурала МНР № 35 от 23 мая 1947 года имя Сухэ-Батора присвоено Объединённому училищу Революционной армии (ныне — Университет обороны, в 1997 году сооружен бюст у центрального плаца)
- Постановлением Президиума Малого Государственного Хурала МНР № 10 от 21 февраля 1948 года имя Д. Сухбаатара присвоено: 1. государственной типографии (приватизирована в 1990-х годах, правопреемник — компания с ограниченной ответственностью «Өнгөт хэвлэл»); 2-й средней школе города Улан-Батор (в 2008 году сооружён бюст перед входом); 3. 5-му хорону города Улаанбаатар (низшая административная единица, упразднён при реорганизации в 1970-х годах); 4. Электрокомбинату города Улан-Батор (вследствие технической отсталости закрыт в августе 1988 года); 5. курорт в Хужирте, с сооружением памятников в Амгалане, административном центре аймака Сухэ-Батор, с размещением памятных табличек на стенах зданий, где жил и работал Сухэ-Батор.
- Постановлением Политбюро ЦК МНРП № 7 от 4 января 1963 года имя Сухэ-Батора присвоено артиллерийскому полку Народной армии (позже — в/ч 019, расформирована в 1997 году).
- Указом Президиума Великого Государственного Хурала МНР № 79 от 14 апреля 1965 года имя Сухэ-Батора присвоено: 1. Монгольской пионерской организации; 2. образован район столицы Сухэ-Батор.
- Указом Президиума Великого Государственного Хурала МНР № 345 от 6 ноября 1979 года имя Сухэ-Батора присвоено 2-й мотострелковой дивизии Вооруженных сил МНР (в 2002 году реорганизована в в/ч 336).
- В 1932—1934, 1956—1985, с 1985 года на озере Хубсугул плавает грузо-пассажирское судно «Сухэ-Батор».
- Д. Сухэ-Батору прямо или косвенно посвящены почтовые марки Монголии № 054, 055, 061 (055 с надпечаткой), 072, 076, 081, 091, 093, 105—106, 112, 125, 219, 259, 311—312, 424, 559 (424 с надпечаткой), 617, 619, 723, 757—761, 1003 (орден Сухэ-Батора), 1306, 1392, 1575, 1582, 1667, 2074, 2074 (с надпечаткой), 2121, 2134, 1575 (с надпечаткой), 3053
- Его имя носит Национальный университет обороны Монголии.

### В России

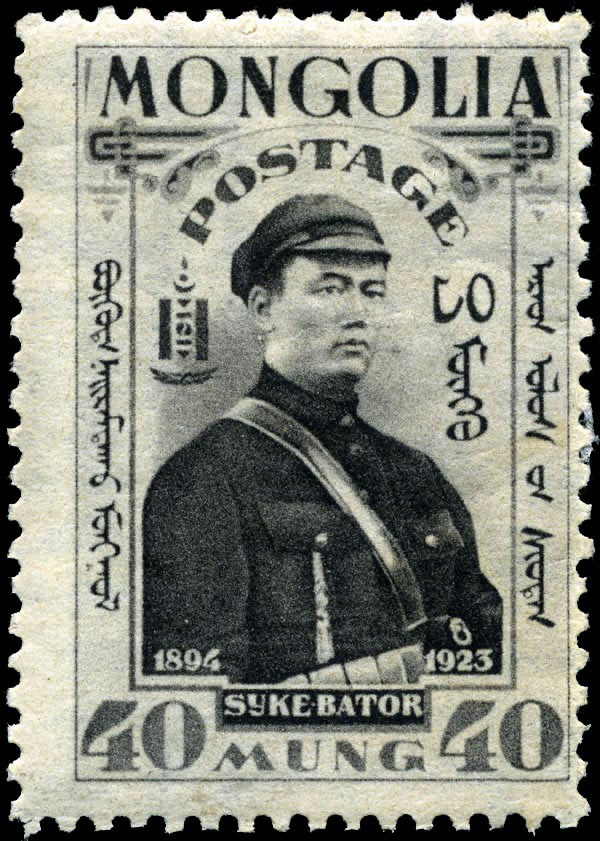
Почтовая марка Монголии, посвящённая Сухэ-Батору, 1932, 40 мунгу (ЦФА 52, Ивер 49)

- Именем Сухэ-Батора назван: танк Т-34 танковой колонны «Революционная Монголия» 112-й Краснознамённой танковой бригады в период Великой Отечественной войны, позднее танковый полк ВС СССР и Российской Федерации — 44-й гвардейский Бердичевский ордена Ленина, Краснознамённый, орденов Суворова, Кутузова, Богдана Хмельницкого, Красной Звезды, Монгольской Народной Республики: Сухэ-Батора, Боевого Красного Знамени учебный танковый полк имени Сухэ-Батора, дислоцированный в городе Владимир.
- В Москве на фасаде гостиницы «Метрополь» установлена мемориальная доска в память об останавливавшимся здесь Сухэ-Баторе.
- В городе Кяхте действует дом-музей Сухэ-Батора.
- Именем Сухэ-Батора названы улицы:
  - в Барнауле — улица Сухэ-Батора
  - в Иркутске — улица Сухэ-Батора ← Ул. Красной звезды ← Тихвинская ул.
  - в Кургане — улица Сухэ-Батора
  - в Ново-Ленино Иркутской области — улица Сухэ-Батора
  - в Улан-Удэ — улица Сухэ-Батора
  - в Новой-Курбе — улица Сухэ-Батора
  - в Элисте — улица Сухэ-Батора

### В Казахстане
- Именем Сухэ-Батора названы улицы:
  - в Алма-Ате — улица Сухэ-Батора
  - в Таразе — улица Сухэ-Батора
  - в Шымкенте — улица Сухэ-Батора

### В других странах б. СССР
- Именем Сухэ-Батора названа улица Сухэ-Батора в Бишкеке
- Имя «Сухэ Батор» носил танкер Латвийского Морского Пароходства.

## Киновоплощения
- В 1942 году был снят советско-монгольский фильм «Его зовут Сухэ-Батор» (режиссёр Иосиф Хейфиц). В роли Лев Свердлин
- Также Сухэ-Батор является персонажем советского фильма «Кочующий фронт» (1971—1972). В роли Туган Реджиметов.
- «Хатан-Батор» (монг. "Хатанбаатар") — художественный фильм peжиссёра Г. Жигжидсурэна (Монголия, 1981); в роли Р. Доржбат.

- В 1970-х был поставлен радиоспектакль «Богатырь монгольских степей» (в главной роли Владимир Высоцкий).